# Абдель Саттар Сабрі
Абдель Саттар Сабрі Абдель Маджід Махмуд (араб. عبد الستار صبري عبد المجيد محمود, нар. 26 березня 1970, Каїр) — єгипетський футболіст, що грав на позиції півзахисника, зокрема за низку європейських клубних команд, а також за національну збірну Єгипту.

## Клубна кар'єра
У дорослому футболі дебютував 1994 року виступами за команду «Ель Мокаволун аль-Араб», в якій провів три сезони. 
1997 року перебрався до Європи, ставши гравцем австрійського «Тіроля». Відіграв за команду з Інсбрука наступні два сезони своєї ігрової кар'єри.
Згодом протягом сезону грав за грецький ПАОК, після чого переїхав до Португалії. Там відіграв сезон за «Бенфіку», два сезони за «Марітіму» та ще один сезон за «Ештрелу».
2004 року повернувся на батьківщину, ставши гравцем клубу «ЕНППІ Клуб», а за рік перейшов до «Ель-Ґеїша», де й відіграв заключні 5 сезонів своєї ігрової кар'єри.

## Виступи за збірну
1995 року дебютував в офіційних матчах у складі національної збірної Єгипту.
У складі збірної був учасником Кубка африканських націй 1996 року в ПАР та Кубка африканських націй 1998 року в Буркіна Фасо. На другому із цих турнірів єгиптяни здобили титул континентальних чемпіонів, що надало їм право участі у  розіграші Кубка конфедерацій 1999 року в Мексиці, де Сабрі також був у складі збірної.
Згодом також брав участь у Кубку африканських націй 2000 року в Малі,
Загалом протягом кар'єри в національній команді, яка тривала 7 років, провів у її формі 70 матчів, забивши 11 голів.